# يوزو لواكامي
يوزو لواكامي (باليابانية: 岩上 祐三) (28 يوليو 1989 في كوغا في اليابان – )؛ هو لاعب كرة قدم ياباني سابق كان يلعب كلاعب وسط.

## وصلات خارجية
- يوزو لواكامي على موقع رابطة كرة القدم اليابانية للمحترفين (اليابانية)
- يوزو لواكامي على موقع قاعدة بيانات كرة القدم.إي يو (الإنجليزية)
- يوزو لواكامي على موقع Soccerway.com (الإنجليزية)
- يوزو لواكامي على موقع عالم كرة القدم.نت (الإنجليزية)
- يوزو لواكامي على موقع كووورة